# Diplulmaris malayensis
Diplulmaris malayensis is een schijfkwal uit de familie Ulmaridae. De kwal komt uit het geslacht Diplulmaris. Diplulmaris malayensis werd in 1935 voor het eerst wetenschappelijk beschreven door Stiasny. 